# Tobias Giehl
Tobias Giehl (né le 25 juillet 1991 à Munich) est un athlète allemand, spécialiste du 400 mètres haies.
Après avoir remporté la médaille d'or lors des Championnats d'Europe juniors 2009 de Novi Sad en battant son record personnel en 50 s 85, il ne renouvelle pas son exploit l'année suivante à Moncton aux Championnats du monde juniors et termine 4e en demi-finale avec le temps moyen de 51 s 77 (qui était aussi son meilleur temps de l'année).

## Record
| Épreuve     | Temps   | Lieu   | Date        |
| ----------- | ------- | ------ | ----------- |
| 400 m haies | 49 s 75 | Munich | 26 mai 2012 |